# ブエア
ブエア（Buea）は、カメルーンの南西州の州都。カメルーンの英語圏の中心都市であり、分離独立を主張しているアンバゾニア(南カメルーン連邦共和国)が首都と宣言している。2012年の人口は11万9039人。

## 地理
カメルーン山の東斜面、標高870mに位置する。標高が高いため過ごしやすい気候であり、そのためこの地方に入植したヨーロッパ人の開発拠点となった。

## 経済
茶の栽培・加工がさかんである。

## 歴史
ブエアの土地はバクウェリ族により17世紀から18世紀に、肥沃なカメルーン山の斜面麓の土地が農業に適しているとし、集落を築いて定住していた。後にドイツの植民地政府がこの肥沃なカメルーン山の斜面の土地が植民地貿易とプランテーション農業に適しているとブエアの植民地化に乗り出した。
1891年、カール・フォン・グラフェンロイト率いるドイツ軍はバクウェリ族が住むブエアを攻撃し侵略しようとするも、ドイツ軍のブエア遠征は失敗に終わった。
1894年、再びドイツ軍がブエア遠征に乗り出し、ブエアはドイツ軍に占領された。
1901年、ドイツ領カメルーンの首都になった。
1919年、第一次世界大戦終結後はイギリス領カメルーンに属した。
1949年、カメルーン植民地が南北に分割されると、イギリス領南カメルーンの首都となった。
1961年、英領南カメルーンが住民投票によりカメルーンに併合されるとともに、カメルーン領となった。
2017年、分離独立を主張していたアンバゾニア連邦共和国がブエアを首都と宣言した。
2018年、アンバゾニアの分離独立派の武装勢力がブエアに侵攻し、カメルーン軍と衝突した。